# Annexion de la Savoie à la France

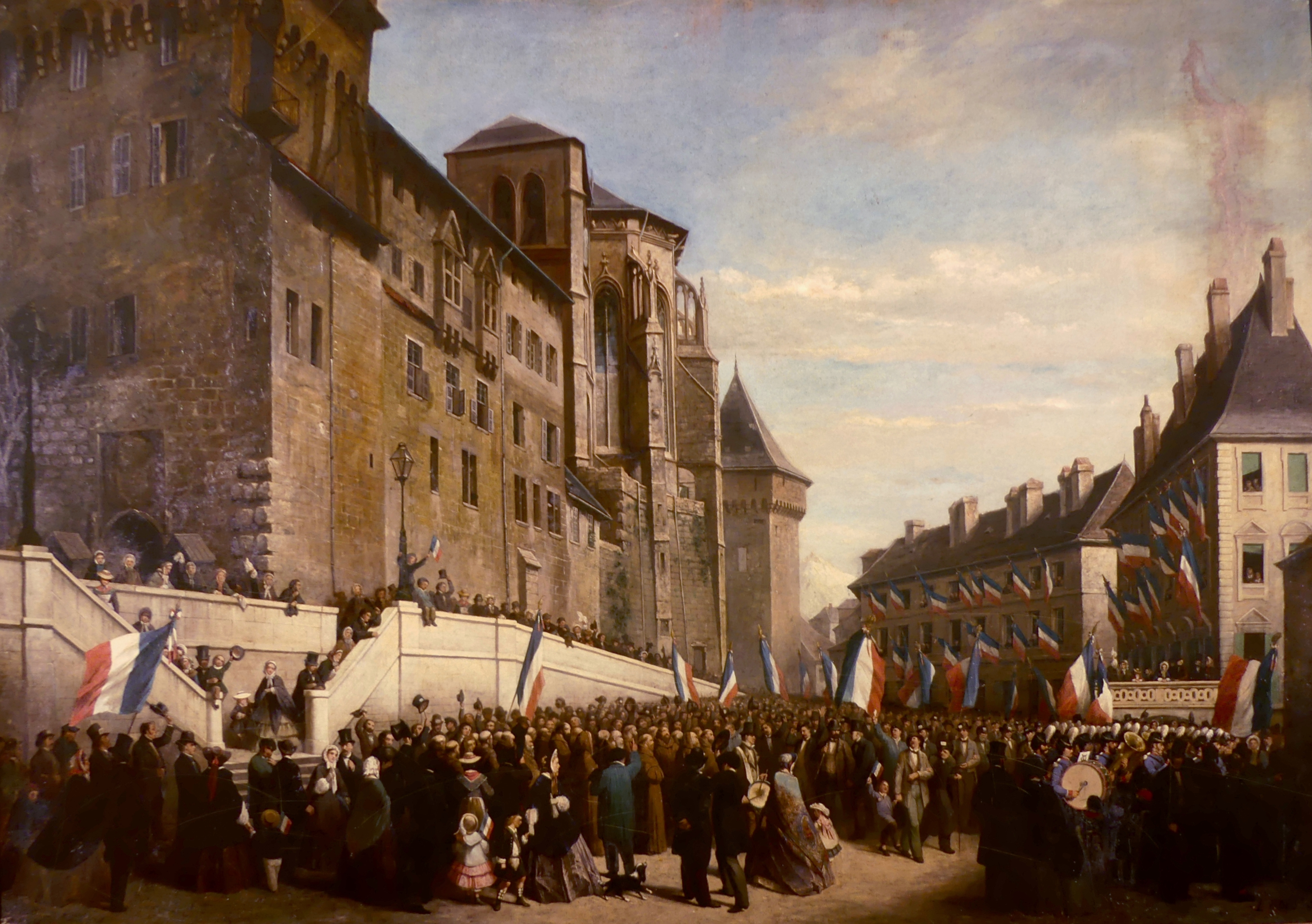
Chambériens brandissant des drapeaux français au pied du château des ducs lors du rattachement de la Savoie à la France en 1860.

Pour les articles homonymes, voir Rattachement de la Savoie à la France.
L'annexion de la Savoie à la France est le nom générique donné à la réunion, selon l'expression utilisée dans le traité de Turin dans sa version française, de l'ensemble de la Savoie — futurs départements de la Savoie et de la Haute-Savoie, correspondant au duché homonyme — et du comté de Nice, alors partie intégrante du royaume de Sardaigne, à la France (Second Empire) en 1860.
Bien que le pays ait été occupé, voire annexé, à plusieurs reprises (par les Français : de 1536 à 1559 ; de 1600 à 1601 ; 1689 puis de 1703 à 1713 ; par les Espagnols de 1742 à 1749 ; à nouveau par la France durant la Révolution de 1792 à 1814), le désir de limiter les pays à la ligne de partage des eaux préoccupe toujours chefs, l'expression renvoie à la clause de « réunion » prévue par l'article 1er du traité de Turin du 24 mars 1860 en référence au fait que la France et la Savoie aient été dirigée conjointement durant l'Empire carolingien.

## Terminologie

### Usage des termes
Les termes pour désigner la période varient et quatre d'entre eux se sont imposés dans les usages : « annexion » ; « réunion » ; « cession » ; « rattachement ».
Les mots « Annexion » et « réunion », préférés à celui de « cession », sont les termes utilisés lors des débats de 1860 par les personnalités tant favorables qu'opposées à l'union à l'Empire français. Toutefois, c'est le terme « réunion » qui apparaît dans le texte du traité de 1860. « Article premier - Sa Majesté le Roi de Sardaigne consent à la réunion de la Savoie et de l'arrondissement de Nice ». En effet, celui-ci donne l'impression que les populations consentent aux décisions des princes. Le professeur Luc Monnier, dans son ouvrage L'Annexion de la Savoie à la France et la politique suisse (1932), souligne « On ne parla pas d'annexer Nice et la Savoie, mais de consulter les vœux de ces deux provinces, formule plus élégante et qui respectait les convenances. » (p. 53).  D'ailleurs, le comte de Cavour semble avoir insisté pour que le mot « réunion » soit utilisé en place de « cession ». L'acceptation par les populations de cette cession sera mise en avant avec les résultats du plébiscite d'avril 1860. Cet événement marque d'ailleurs de son empreinte la définition du terme dans le Larousse du XIXe siècle « l'acquisition d'un territoire, d'un pays, avec l'adhésion formellement exprimée des populations de ce territoire, de ce pays ».

L'expression est régulièrement écrite avec un A majuscule, notamment dans certains ouvrages. Christian Sorrel, dans son Histoire de la Savoie en images: images & récits, écrit à propos de l'usage de cette majuscule : « L'histoire de la Savoie, à son échelle, n'échappe pas à ces tensions, comme l'ont montré récemment les débats autour du millénaire de la dynastie, de la Révolution, de l'Annexion ou de la Résistance, vocables qu'il suffit de doter d'une majuscule pour suggérer une intemporalité, nourrir un imaginaire et réveiller des passions, parfois bien artificielles ».
Le terme de « réunion » est par ailleurs repris lors du cinquantenaire de 1910 (cf. infra). Cependant, lors de la célébration du centenaire de 1960, les documents officiels utiliseront plutôt celui de « rattachement », que l'on retrouve encore lors des célébrations du cent-cinquantenaire,,,.
Les historiens savoyards spécialistes de la thématique, comme les professeurs Jacques Lovie ou Paul Guichonnet, utilisent le terme « Annexion ». Les auteurs italiens lui préfèrent celui de « cessione » (« cession »), correspondant plus à une réalité juridique.

### Usages locaux
Les principales villes de Savoie possèdent une « rue de l'Annexion ». Toutefois, l'expression est beaucoup plus présente dans le nord de la Savoie que dans le sud, où Chambéry, ex-capitale du duché, l'a fait renommer avenue du Général-de-Gaulle.

## Histoire

### Prélude: Un accord secret

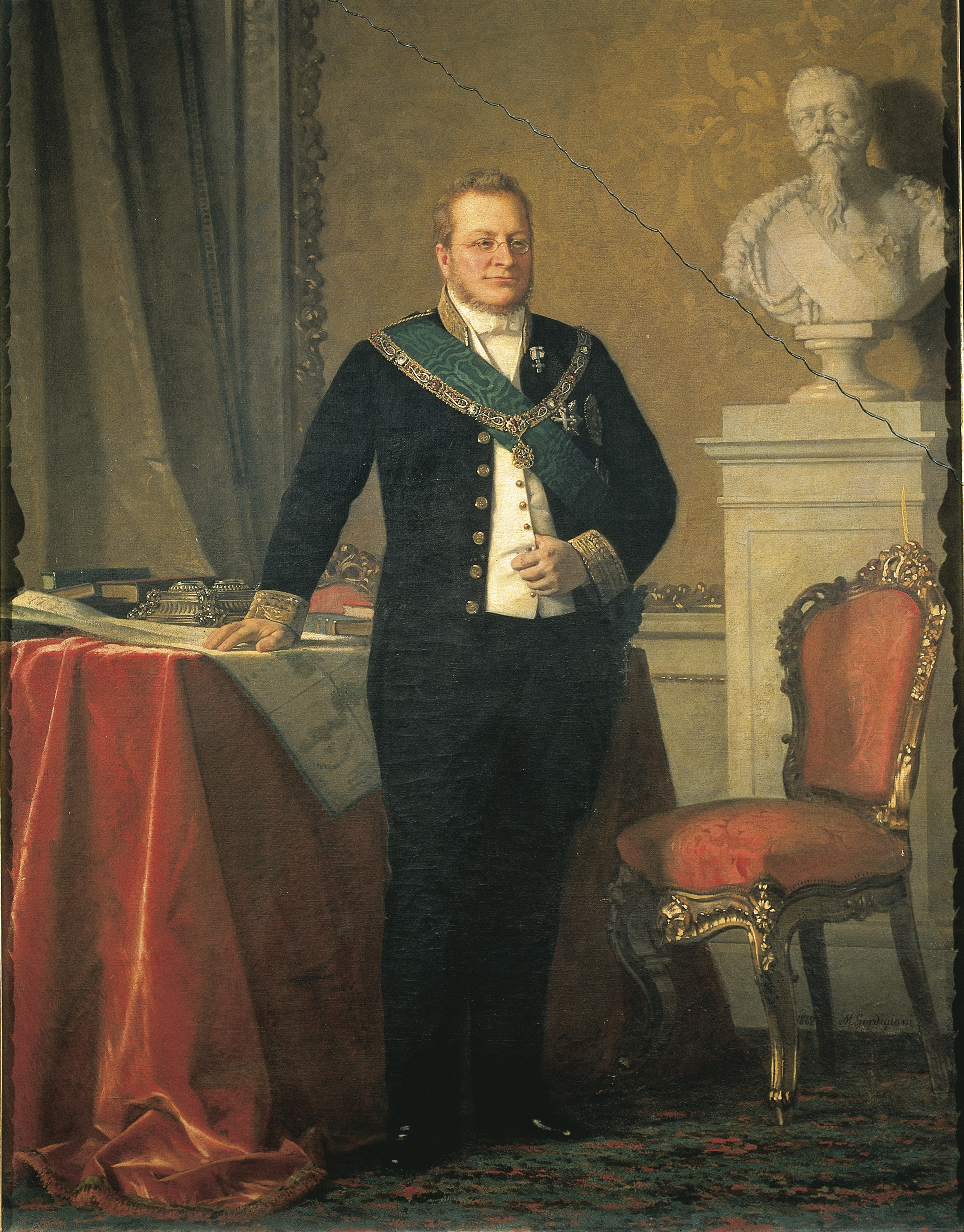
Camille Benso, comte de Cavour, en costume officiel.

Le 21 juillet 1858, l’empereur Napoléon III et Camille Benso, comte de Cavour, président du conseil du royaume de Piémont-Sardaigne, se rencontrent secrètement à Plombières pour discuter d’une aide au royaume de Piémont-Sardaigne dans sa lutte contre l'Empire autrichien, en échange des territoires savoyards et niçois. À la suite, un traité est signé à Turin le 26 janvier 1859 pour sceller l'alliance franco-piémontaise par le prince Napoléon Jérôme, qui se marie quatre jours plus tard avec la princesse Clotilde de Savoie.
Cependant, le 7 juillet 1859, à la suite de l'armistice de Villafranca, Napoléon III renonce à la Savoie, « les buts de guerre rêvés n'ayant pu être atteints ». À leur passage, les troupes françaises sont acclamées par les populations savoyardes, pour leur aide à la cause italienne. Cavour, ne voyant pas aboutir ses projets, doit abandonner le pouvoir et laisser la place à l'impopulaire Urbain Ratazzi.

### Les débats sur une réunion à la France

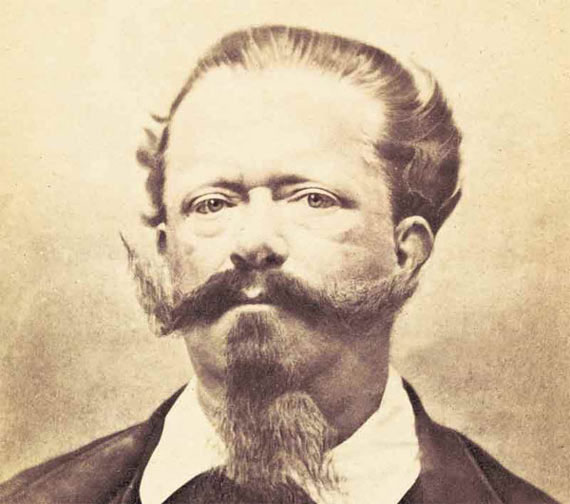
Victor-Emmanuel II de Savoie.

D'août 1859 à janvier 1860, la Savoie s'inquiète de l'incertitude de son avenir. Les libéraux se mobilisent en faveur de l'attachement de la Savoie pour leurs souverains. Un parti annexionniste — pro-français — voit le jour, tandis que dans le nord du duché, l'idée d'un rattachement à la Suisse voit le jour.
Ainsi le 25 juillet 1859, vingt-cinq ou trente personnalités savoyardes sans réelles envergures politiques ou économiques, principalement chambériennes, menées par le docteur Gaspard Dénarié et l’avocat Charles Bertier, rédacteur en chef du journal conservateur Courrier des Alpes, posent une adresse au roi Victor-Emmanuel II de Savoie lui demandant de prendre en compte les vœux de la province ducale :

« ... les actes mêmes émanés de Votre Gouvernement proclament la fondation d'une nationalité italienne nettement dessinée par les Alpes ainsi que par la race, les mœurs, langue de ceux qui sont appelés à en faire partie. Ces conditions, Sire, excluent la Savoie. La Savoie n'est pas italienne, ne peut pas l'être. Quel est donc l'avenir qui lui est réservé ? Nous espérons, sire, que votre majesté, qui s'est montrée si chevaleresque envers l'Italie, voudra bien aviser aux intérêts de la Savoie d'une manière conforme à ses vœux. »

Ces mots sont l’affirmation d'une « nationalité savoisienne », selon la Revue des deux Mondes. Cette adresse fait l'objet d'un pétitionnement à travers la Savoie, marquant à partir d'août un mouvement d’opinion à travers le pays, et notamment à travers la presse savoyarde, turinoise, genevoise et française...
Quelques jours plus tard, le 28 juillet 1859, à Annecy, une dizaine de députés savoisiens, « tous conservateurs-catholiques », demandent au gouvernement de se préoccuper du sort matériel de la province de Savoie.
Le gouvernement d'Urbano Rattazzi tente cependant d'en limiter les effets, et suspend la parution du Courrier des Alpes le 3 août 1859, pour avoir réclamé pour la Savoie les mêmes droits de vote de nationalité que les populations de l’Italie centrale (les parutions reprendront le 1er décembre). 

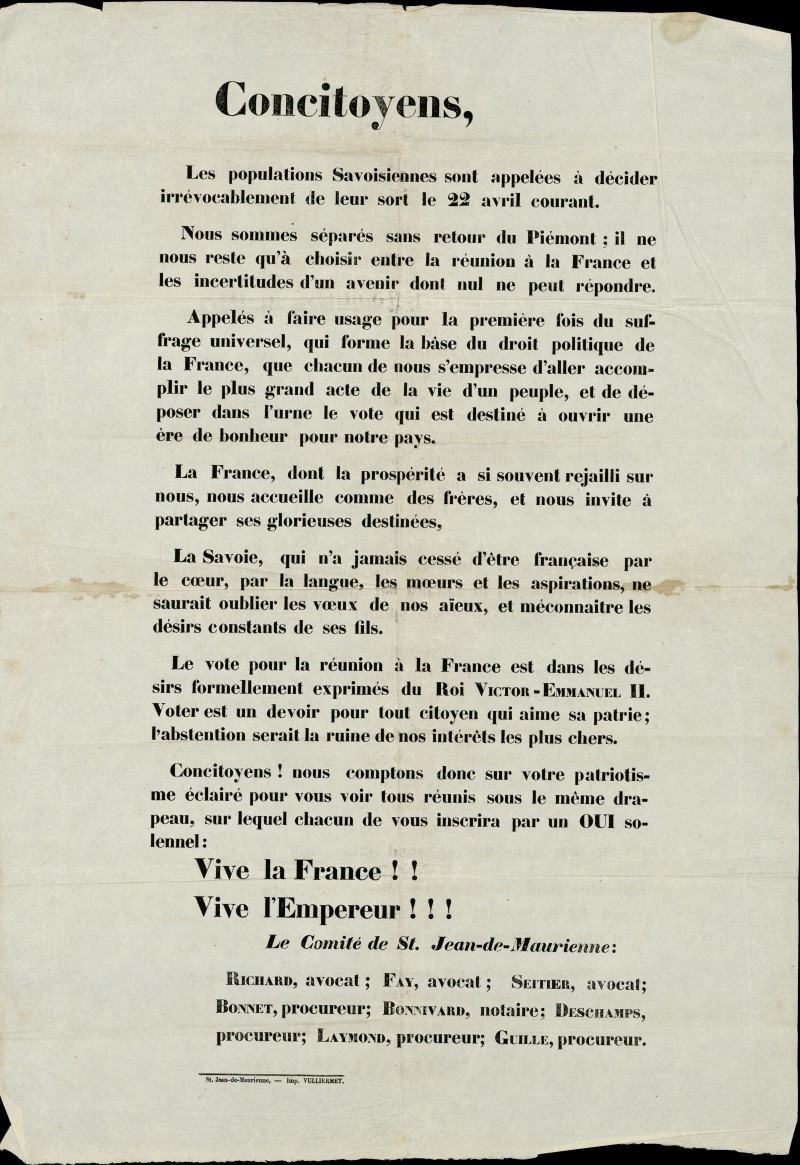
Appel du Comité de Saint-Jean-de-Maurienne.

En août 1859, le comte de Cavour, qui se repose en Suisse, rentre dans le royaume de Sardaigne en passant par la Savoie. Il en profite pour rencontrer des personnalités comme l’Intendant général Pietro Magenta démocrate, en fonction  à Chambéry depuis 1856, mal vu des conservateurs, ainsi que les anti-annexionnistes François Buloz, cofondateur de la Revue des deux Mondes et le libéral Albert Blanc, qui publie La Savoie et la Monarchie constitutionnelle. Cette "visite" est suivie par celle des deux jeunes fils du roi, mais l'accueil reste poli constatent les historiens de la période comme Henri Menabrea. Cependant, La Revue des Deux Mondes, anti-annexionniste, indique : « En vain a-t-on essayé de soutenir, surtout dans les feuilles ultramontaines de France, que la réception faite à ces jeunes princes avait été froide. M. Albert Blanc a très bien réfuté cette allégation dans un écrit où il a réduit à sa valeur le mouvement séparatiste de la Savoie (...) ».
Entre décembre 1859 et janvier 1860, des émissaires secrets sont envoyés par le gouvernement pour savoir si l’opinion savoyarde était favorable - ou non - au projet de réunion à l’Empire français. « Tout démontre la grande impopularité du régime piémontais, d'abord auprès des élites et de l'Église, mais aussi dans la population. Rejoindre la France, pays prospère et puissant, représente une grande tentation pour les Savoyards ».
À Turin, le comte de Cavour revient au pouvoir le 16 janvier 1860, après six mois de retrait, en tant que président du conseil, prêt à réaliser l'unification italienne : « Ma tâche est plus laborieuse et plus pénible maintenant que par le passé. Constituer l’Italie, fondre ensemble les éléments divers dont elle se compose, mettre en harmonie le nord et le midi, offre autant de difficulté qu’une guerre avec l’Autriche et la lutte pour Rome ».

### L'option suisse
Courant février et mars, des pétitions circulent en faveur d'une réunion à la Confédération suisse, dans les communes du Chablais et du Faucigny. La pétition indiquait : « Nous avons été réunis à la France pendant quelques années et un grand nombre sentent encore leur cœur battre au souvenir de cette époque. Nous sommes étroitement unis au Piémont depuis 1848. Cependant, malgré toutes nos sympathies soit pour l'Italie libre, soit pour la France, d'autres sympathies d'un autre ordre plus élevés nous mènent à décider l'annexion à la Suisse... Oui, tel est notre désir le plus ardent, fondé sur nos rapports exclusifs avec Genève, sur nos intérêts commerciaux, sur tant d'avantages que nous ne saurions trouver ailleurs. ». Cette dernière reçut 13 651 signatures dans 60 communes du Faucigny, 23 du Chablais et 13 aux environs de Saint-Julien-en-Genevois (cité par Paul Guichonnet),.
Parmi les promoteurs de cette solution, figurent les avocats de Bonneville, Edgar Clerc-Biron et Joseph Bard, l'avocat de Saint-Julien, Henri Faurax ou encore le géomètre de Thonon, Adolphe Bétemps. L'idée est aussi défendue à la Chambre de Turin par le député Joseph-Agricola Chenal. Mais l'affaire ne dure pas plus longtemps. Quelques journaux extérieurs à la province s'en firent l'écho. Le Journal de Genève publie la pétition, le journal parisien La Patrie participe au débat en publiant une motion émanant de Savoisiens habitant le nord du duché. La réaction des conservateurs pour le maintien de l'unité savoisienne ne se fait pas attendre, ils rappellent dans les journaux locaux la domination bernoise du XVIe siècle.
Cette perspective d'une scission de la Savoie du Nord fait réagir des notables, notamment quinze personnalités de Chambéry— notamment l'avocat Charles Bertier, le docteur Gaspard Dénarié, Amédée Greyfié de Bellecombe, les députés Gustave de Martinel, Timoléon Chapperon, Louis Girod de Montfalcon, etc. —, soutenues par une quarantaine d'autres, qui publient le 15 février 1860 une Déclaration, dans laquelle on dénonce « [...] Diviser la Savoie, ce serait déchirer son histoire, humilier sa noble et patriotique fierté, insulter à ce qu'un peuple possède de plus cher au monde. Nous repoussons comme un crime de lèse-patrie toute idée de morcellement ou de division de l'antique unité savoisienne. » Une partie des signataires fera partie de la délégation reçue aux Tuileries.
Le gouvernement français écarte l'idée d'une Savoie indépendante, le 26 février 1860.

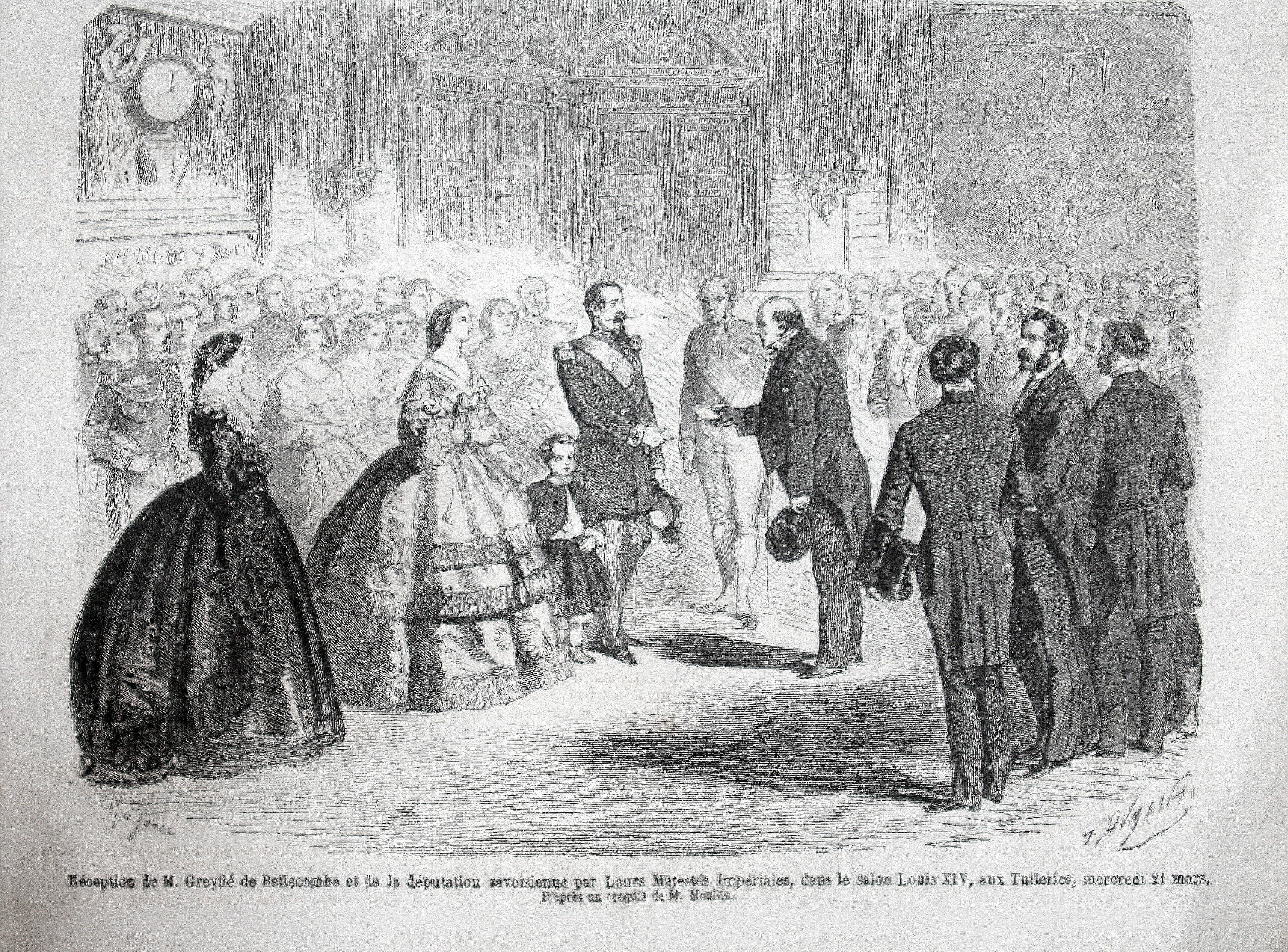
Croquis de M. Moulin, paru dans Le Monde Illustré, journal hebdomadaire, no 155, 31 mars 1860. Commentaire : Réception de M. Greyfié de Bellecombe et de la députation savoisienne par Leurs Majestés Impériales, dans le salon Louis XIV, aux Tuileries, mercredi 21 mars.

Le 1er mars 1860, Napoléon III annonce au Corps législatif son intention de réclamer le pourboire convenu à Plombières, c'est-à-dire de « réclamer le versant occidental des montagnes des Alpes », à savoir Nice et la Savoie, en échange de son appui à l’unité italienne. Les conseils divisionnaires, réunis à Chambéry, émettent un vœu en faveur du maintien de l'unité savoisienne le 8 mars 1860 (c.-à-d. le refus d'une partition de la Savoie entre la Suisse et la France).

### Le traité et le plébiscite

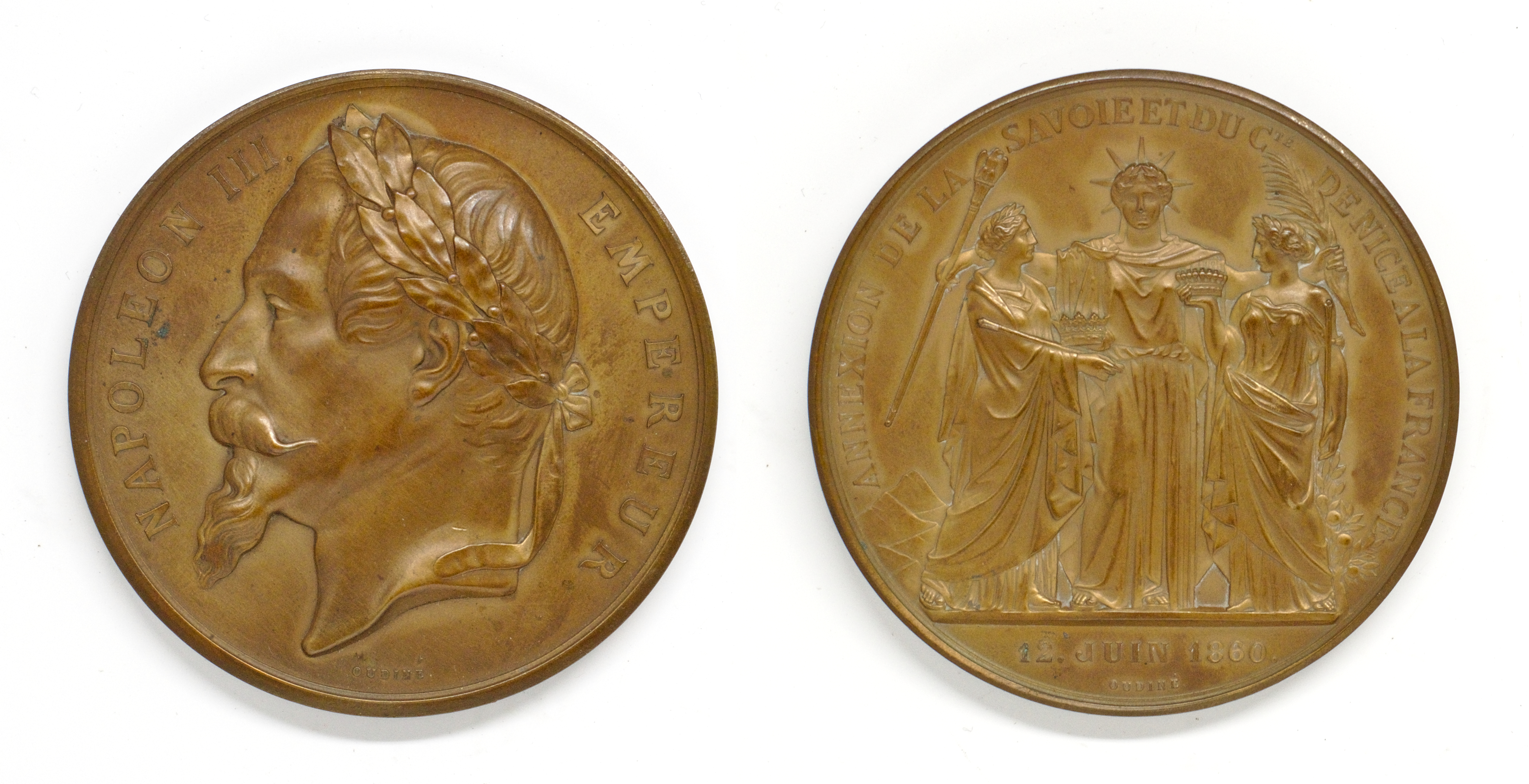
Médaille célébrant l'annexion de la Savoie et du Comté de Nice.

Le 12 mars 1860 est signé à Turin la convention préliminaire secrète reconnaissant la cession de la Savoie et de Nice à la France. Le principe de la consultation des populations est retenu.
Les conseils divisionnaires du duché se réunissent et décident de l'envoi le 21 mars 1860 d'une délégation de 41 savoisiens (nobles, bourgeois, officiers ministériels) favorables à l'Annexion, menée par le comte Amédée Greyfié de Bellecombe, qui sera reçue solennellement aux Tuileries  par l'Empereur.
Le 24 mars 1860 a lieu la signature et la publication du traité d'Annexion, dit Traité de Turin. Les trois premiers articles précisent assez bien les conditions de cette annexion : tout d'abord, il n'est pas fait référence à une « annexion » mais à la « réunion » (art.I) ; d'où l'appel à l'assentiment des Savoyards et l'organisation d'un plébiscite ; ensuite, la zone neutralisée de la Savoie du Nord, garantie par le traité de Turin de 1816, est maintenue (art.II) ; enfin, « Une commission mixte déterminera (...) les frontières des deux États, en tenant compte de la configuration des montagnes et de la nécessité de la défense » (art.III).
Au cours du mois d'avril 1860 débute la mission du sénateur français Armand Laity (4 au 28 avril) en vue de la préparation du plébiscite, par exemple, des émissaires français parcourent le Chablais et le Faucigny afin de sonder les populations. Parallèlement, on diffuse les avantages de l'entrée dans l'Empire comme la diminution de la durée du service militaire, la suppression des douanes avec la France et l'entrée de denrées à bas prix, un afflux de capitaux, une meilleure répartition des impôts et surtout un pays avec lequel les Savoyards partagent la même langue. À partir du  28 mars 1860, des troupes françaises arrivent à Chambéry.

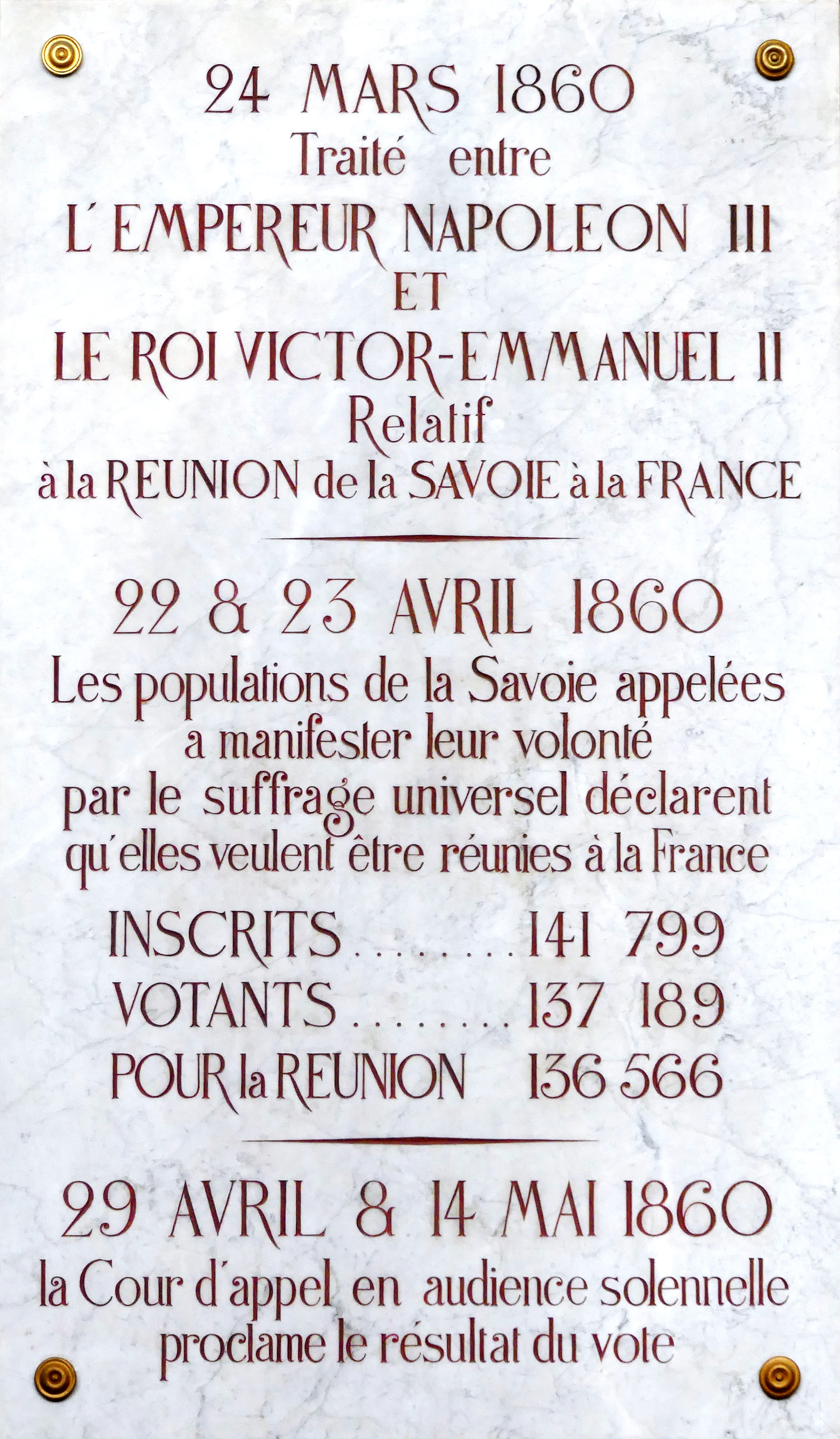
Plaque commémorative du vote dans la salle des audiences solennelles du palais de justice de Chambéry.

Le plébiscite se déroule les 22 et 23 avril 1860 : c'est la première élection au suffrage universel en Savoie, et les électeurs doivent répondre à la question « La Savoie veut-elle être réunie à la France ? ». « Pour Napoléon III, il ne s'agit pas de demander l'avis des citoyens mais de démontrer que sa politique bénéficie d'un soutien populaire. Tout se trouve mis en œuvre pour que les résultats du vote répondent aux attentes de l'Empereur » explique un historien. Les conditions de vote ne permettraient pas de caractériser aujourd'hui le vote de totalement démocratique ; « Les urnes étaient aux mains des mêmes autorités qui avaient issues les proclamations. Les contrôles étaient impossibles », les églises chantent la messe et le "Domine salvum fac Imperatorem" (Seigneur protège l'empereur). Bien que le travail des conservateurs fut très important, pour l'historien Paul Guichonnet, l'Annexion est « l’œuvre avant tout du clergé ». Le docteur Truchet d'Annecy commentait ainsi cette période « Si les six cents curés savoyards eussent fait opposition à l'annexion, la presque unanimité eût été en sens inverse, soyez-en bien sûrs ». Guichonnet souligne d'ailleurs que cette orientation du clergé savoyard s'est faite « contre l’orientation laïque et pro-italienne de Cavour, par l’aristocratie et le clergé, encadrant des masses rurales sans éducation politique ».
Le 29 avril, la proclamation des résultats du plébiscite par la Cour d'appel de Savoie (Chambéry) est officialisée :
| Territoire                                                  | Date        | Inscrits | Votants | Favorable au rattachement | Votant « Oui et Zone Franche » | Contre l'annexion | Abstention | Nuls (dont pro-helvétique) | Armée           |
| ----------------------------------------------------------- | ----------- | -------- | ------- | ------------------------- | ------------------------------ | ----------------- | ---------- | -------------------------- | --------------- |
| Savoie                                                      | 22/23 avril | 135 449  | 130 839 | 130 533                   | 47 076                         | 235               | env. 600   | 71                         | 6 033 sur 6 350 |
| Sources : D’après Henri Ménabréa/Paul Guichonnet, op. cit.. |             |          |         |                           |                                |                   |            |                            |                 |

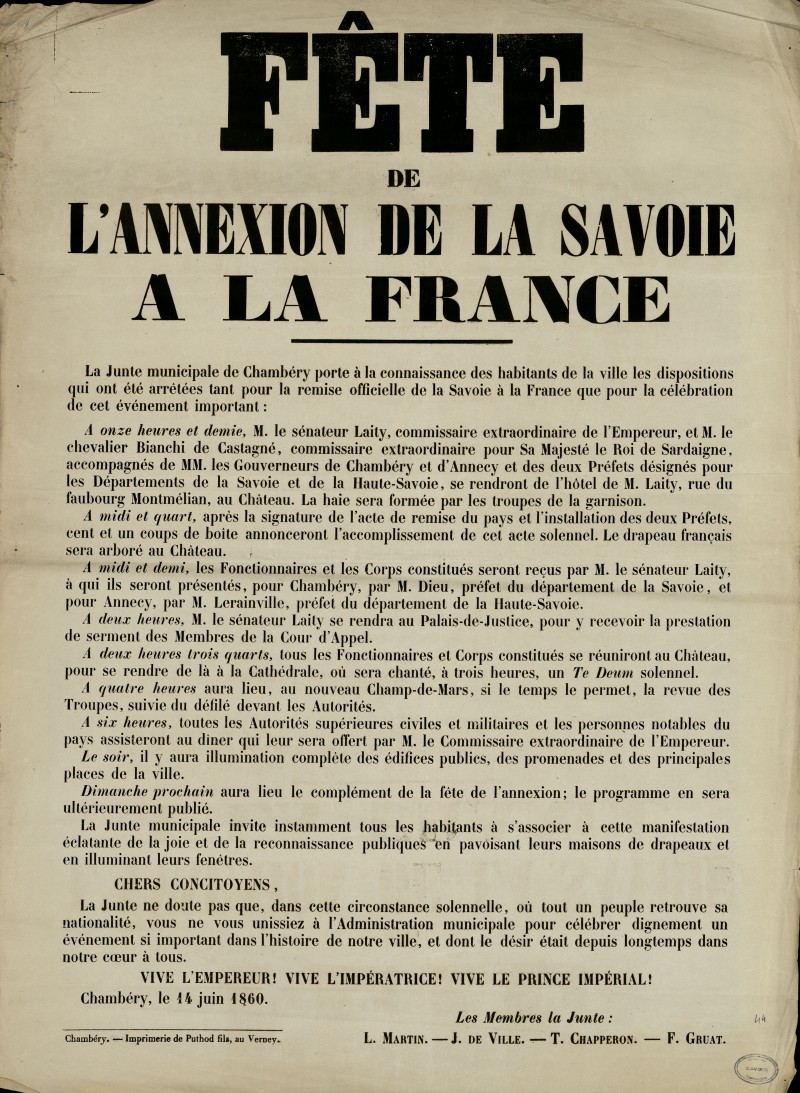
Fête à Chambéry de l'annexion de la Savoie à la France.

Dans la plupart des bureaux de vote, on ne trouve pas de bulletins « non ». Le 28 avril 1860, le correspondant à Genève du journal britannique The Times qualifie le plébiscite « de la plus grande farce jamais jouée dans l'histoire des nations ». Aujourd'hui, il est estimé fort probable, « qu'un scrutin réellement démocratique aurait permis d'obtenir le même résultat. Avec un score peut-être moins glorieux, mais nettement plus crédible. ».
Le 29 mai 1860, la chambre de Turin ratifie par 229 voix contre 33 et 25 abstentions le traité de cession du 24 mars, et le Sénat par 92 voix contre 10. Le 12 juin, la France ratifie à son tour le traité, et le 14 juin 1860 prend officiellement possession du territoire après la signature du traité. Le lendemain, un décret impérial crée les deux départements de la Savoie et de la Haute-Savoie.

### Les partisans de la Suisse

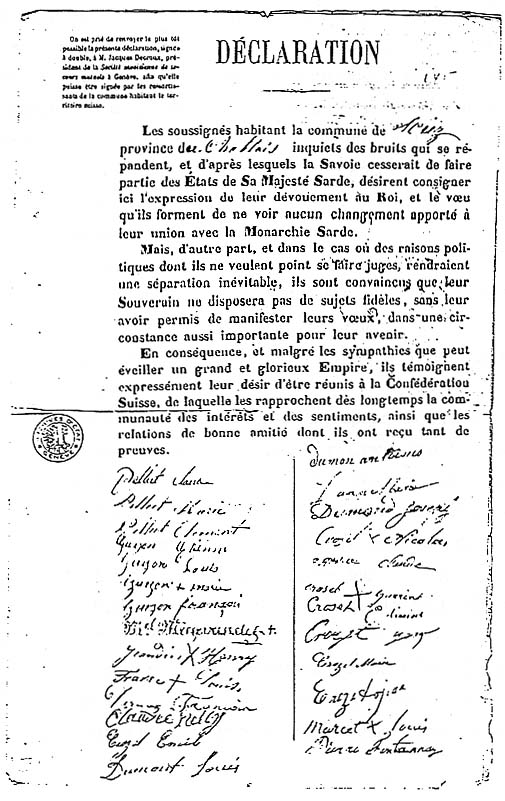
Pétition des habitants de Sciez (Chablais) pour le rattachement à la Suisse.

Une délégation armée venant de Suisse, sous la conduite du secrétaire du bureau des étrangers, Jules-César Ducommun, et composée de réfugiés français antibonapartistes, quitte Genève le 28 mars 1860 pour rejoindre la ville de Bonneville. Se faisant passer pour des Savoyards du Nord, partisans de l'annexion à la Suisse, cette délégation tente de rallier les habitants en manifestant « Tendons nos bras vers cette patrie suisse dont rêvaient nos ancêtres et qui doit nous apporter le bien-être et la liberté. Vive la Suisse, notre nouvelle patrie. Vive la Constitution fédérale proclamée dès ce jour dans la Savoie du Nord comme la seule Loi fondamentale du pays. ».

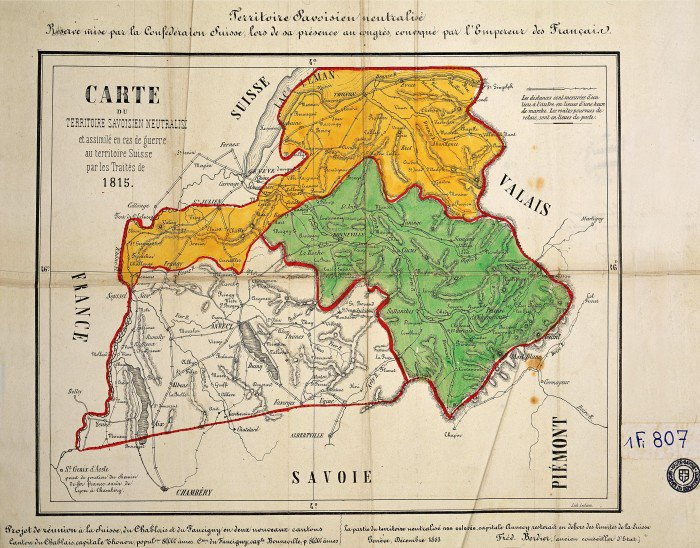
Projet de réunion à la Suisse du Chablais et du Faucigny, sur une carte du territoire savoisien neutralisé (assimilé en cas de guerre à la suisse), 1863.

À Bonneville, les élections pour le parlement de Turin donnent une nette victoire aux députés pro-français. Les habitants en colère arrachent les drapeaux suisses et les affiches apposées par les réfugiés, et les autorités de la ville, voulant éviter le scandale, invitent les Genevois à rentrer chez eux au plus vite.

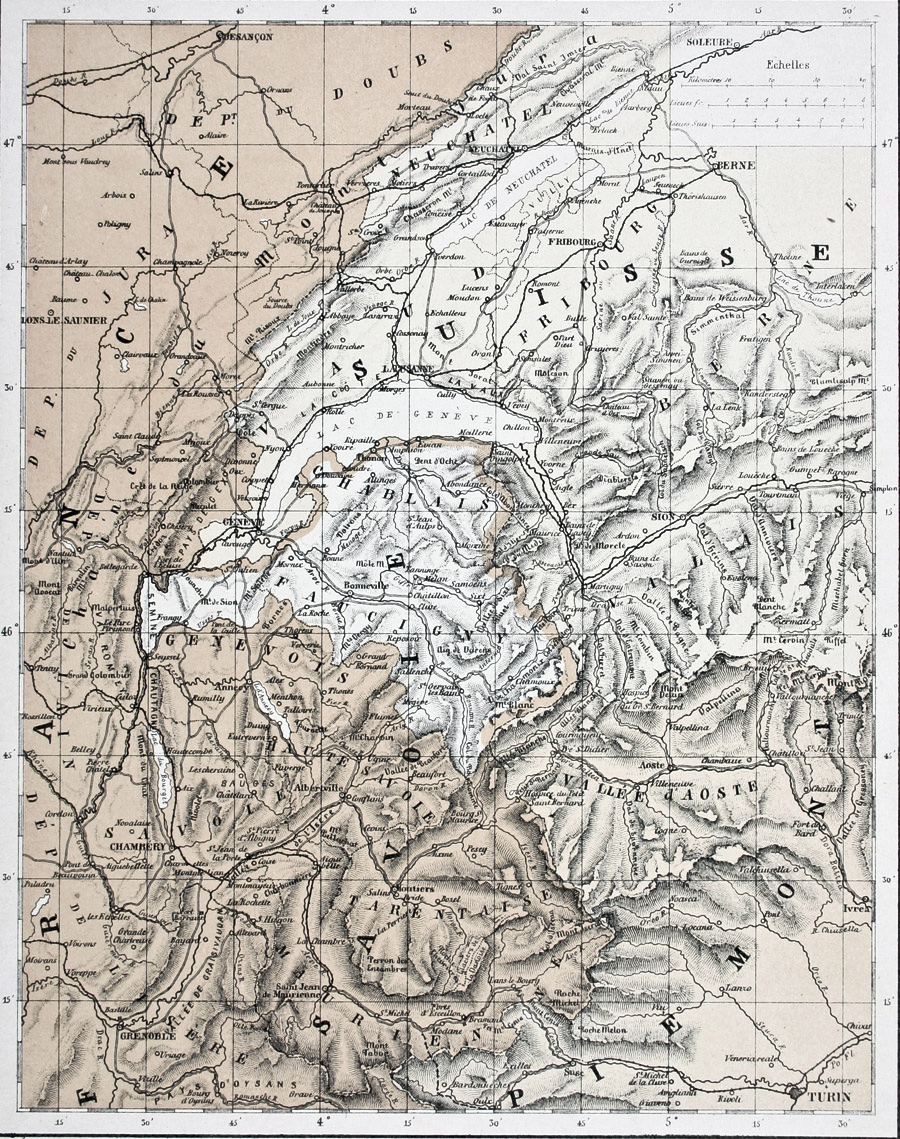
Projet de rattachement du Chablais et du Faucigny à la Suisse en tant que nouveaux cantons / 40 km [=0,035 m]. - Winterthur : J. Wurster, [ca 1860].

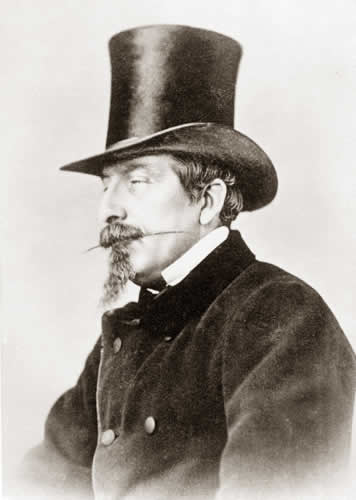
Napoléon III Empereur (par Nadar)

 Le lendemain, 29 mars 1860, le député radical genevois John Perrier, dit Perrier-le-Rouge, orfèvre de profession et homme de main de James Fazy, accompagné d'une délégation armée suisse, se rend  à Thonon-les-Bains pour organiser un soulèvement, mais, aussitôt arrivés, ils sont insultés et hués par les habitants. Ils se réfugient à Évian-les-Bains, d’où ils seront chassés à bord du bateau nommé « Italie », en direction de Lausanne. Les autorités, de Chambéry et d'Annecy, dénoncent « les manœuvres de toutes sortes dans la ville de Genève et au-dehors, visant à détacher de la vieille famille savoisienne les provinces du Chablais, du Faucigny et même une partie de celle d’Annecy. »,. John Perrier fut arrêté lors de son retour en Suisse. Il fut emprisonné à Genève et passa 67 jours en détentions avant d'être libéré sans condamnation .

### La Savoie sous le Second Empire
« C'est au nom de l'empereur que je vous reçois dans la grande famille française qui est heureuse et fière de vous ouvrir ses rangs. Confondus avec les nôtres, vos intérêts seront désormais l'objet de la constante sollicitude du souverain qui a porté si haut la gloire et la prospérité de la France. »

— Déclaration d'Armand Laity,  affichée après la proclamation des résultats du plébiscite.

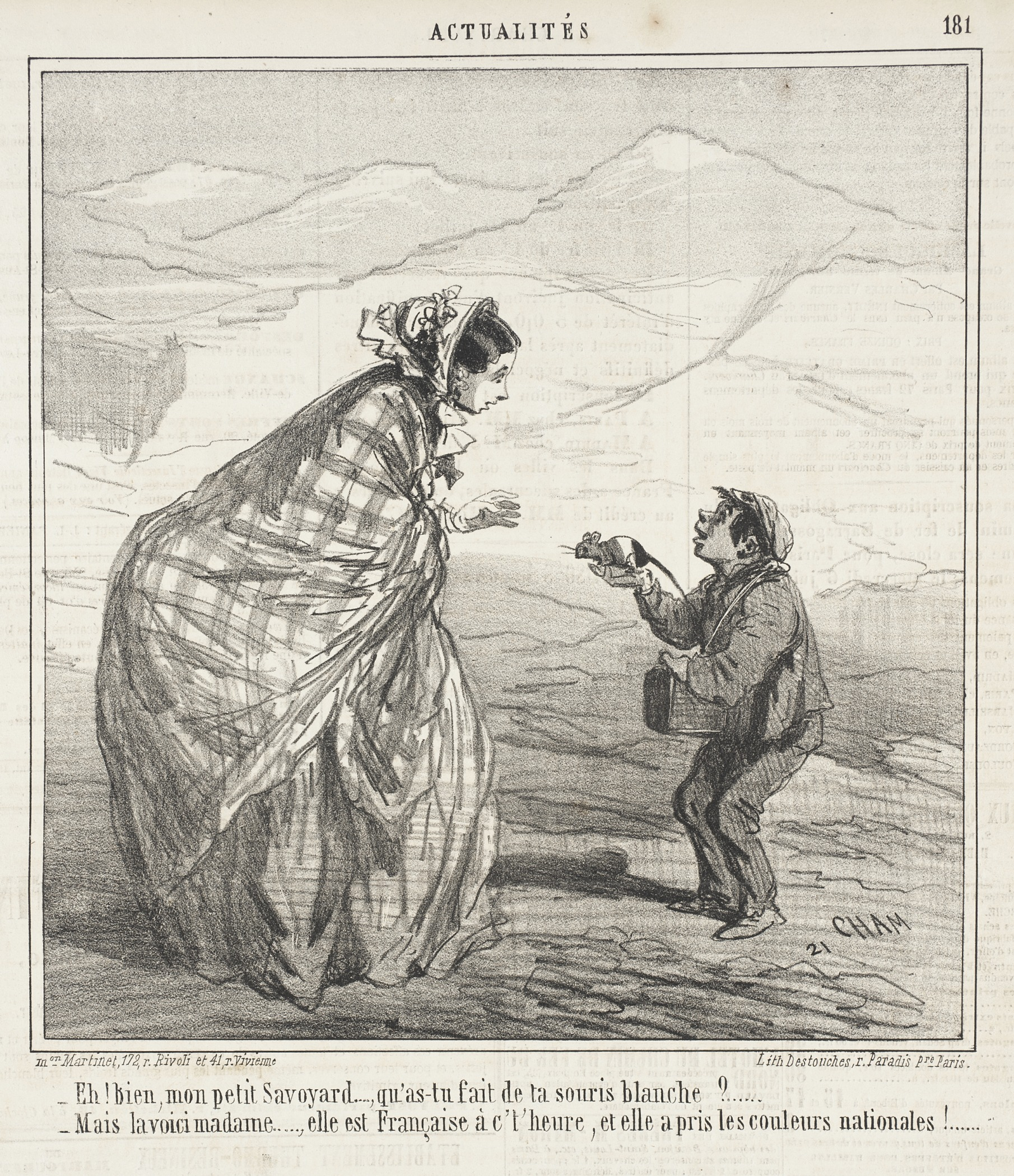
-Eh! bien, mon petit Savoyard, qu'as tu fait de ta souris blanche?...
-Mais la voici Madame..., elle est Française à c't'heure, et elle a pris les couleurs nationales! (par Cham - 1860).

Pour fêter l'évènement, des fêtes populaires sont organisées pendant plusieurs jours dans les campagnes et les villes de Savoie. L'empereur français effectue avec l'impératrice Eugénie, un voyage triomphal du 27 août au 5 septembre, à travers la nouvelle province française. Le couple impérial est accueilli à Chambéry, Annecy, Thonon, Chamonix, Évian-les-Bains, Sallanches, Aix-les-Bains et Bonneville par des parades militaires, des défilés en costumes régionaux, des bals organisés et des promenades sur les lacs. L'impératrice ira sur le glacier des Bossons et sur le col de Montenvers à dos de mulet et sur la Mer de Glace le 3 septembre 1860.

#### La nouvelle administration
La province savoyarde est divisée en deux départements et subdivisées en arrondissements. En 1860, elle compte 542 535 habitants, dont 267 496 en Haute-Savoie et 275 039 en Savoie :
- 79 % de la population vit de l'agriculture,
- 80,8 % des habitants de la Haute-Savoie vivent dans des localités de moins de 2 000 âmes,
- 84,5 % des habitants de Savoie vivent dans des localités de moins de 2 000 âmes.

Hippolyte Dieu, ancien secrétaire du gouvernement provisoire de 1848, premier préfet hors classe de Savoie, siégeant à la préfecture de Chambéry, est chargé des affaires financières des deux départements. Réaliste, il ordonne que des circulaires soient expédiées aux communes pour expliquer simplement les nouvelles institutions, avant de rencontrer les conseillers municipaux et d'appliquer les lois françaises.
Gustave-Léonard Pompon-Levainville, préfet de la Haute-Savoie, siégeant à la préfecture d'Annecy abandonne rapidement son poste à Anselme Pétetin (première classe) originaire de Haute-Savoie.

#### La nouvelle organisation ecclésiastique

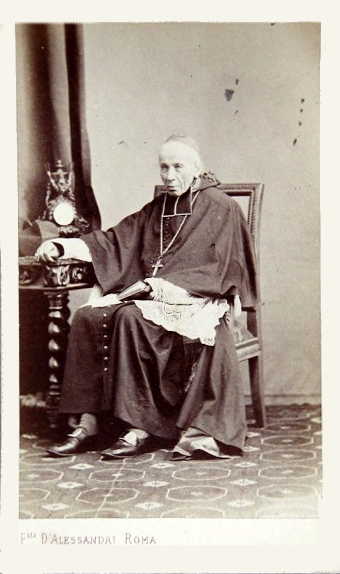
Monseigneur Alexis Billiet.

L'Église doit aussi rester dans les lois ecclésiastiques françaises, c'est-à-dire le nombre de diocèses et la tenue des registres de l'état civil. Le 30 mars 1860, Monseigneur Billiet écrit une lettre à l'empereur : 

« Sire, le clergé de Savoie s'est toujours fait un devoir de donner l'exemple de la fidélité à son souverain. Ses dispositions sur ce point n'ont pas changé. Depuis que la cession faite par le roi Victor-Emmanuel est devenue certaine, il s'est trouvé très honoré d'être annexé à cette France où règne le catholicisme le plus sincère et le plus éclairé du monde. Je me permettrai cependant d'énoncer à votre Majesté deux choses qui pourraient inspirer un peu d'inquiétude : ce sont la réduction présumée des diocèses, et le mariage civil opposé à la pureté de la morale catholique. Il serait même à désirer que notre législation actuelle sur l'état civil fut maintenue au moins provisoirement; et je puis assurer à votre Majesté que les registres sont généralement mieux tenus par les curés instruits qu'il ne le seront par les maires, quelquefois ignorants. »

— Lettre de Monseigneur Alexis Billiet à l'empereur Napoléon III.
Un régime transitoire sera permis pour reconnaitre la validité du mariage civil et la tenue des registres de l'état civil, jusqu'au décès des titulaires en exercice. Quatre prélats seront nommés à l'archevêché de Chambéry, et aux évêchés d'Annecy, de Moûtiers et de Saint-Jean-de-Maurienne. Monseigneur Alexis Billiet sera nommé Cardinal pour éviter les heurts consécutifs à la suppression de six fêtes chômées dont celle de Saint François de Sales.
Sur la demande du roi de Sardaigne, Napoléon III s'engage à maintenir un office religieux à l'Abbaye d'Hautecombe, sous l'autorité de l'archevêché de Chambéry. Cette tradition entretenue depuis Charles-Félix de Savoie honore la mémoire des princes de l'ancienne famille royale de Savoie. Les religieux de l'Ordre de la Consolata de Turin sont remplacés par l'Ordre cistercien de Sénanque (Vaucluse).

#### La nouvelle organisation militaire
La brigade de Savoie de l'armée sarde est dissoute, et de nombreux officiers optent pour le Piémont. Certains, fidèles au roi sarde, préfèrent conserver leurs avantages et traditions, comme le général Luigi Federico Menabrea ou l'amiral Simone Arturo Saint-Bon, considéré comme le fondateur de la marine cuirassée italienne.
Les militaires savoyards qui choisissent la France sont rassemblés dans le 103e régiment d'infanterie de ligne, cantonné à Sathonay, près de Lyon, et Châlons-sur-Marne. Sur tirage au sort, certains Savoyards sont mutés à la 22e division militaire basée à Grenoble, avec plus de 10 % d'insoumis. La durée du service militaire français est de 7 ans au lieu de 11 ans au Piémont.

#### La nouvelle justice
Depuis la réunion de la Savoie en 1860, la guillotine n'a fait qu'une seule apparition en Savoie et Haute-Savoie, les tribunaux privilégiant le bagne pour les affaires criminelles, surtout après 1888. Avant l'annexion, les autorités sardes nomment des magistrats favorables à leur politique, dans les parquets et les tribunaux. Charles-Albert Millevoye procureur général, ancien procureur de Nancy, est envoyé par l'administration française pour réorganiser les nouvelles institutions. Il maintiendra en poste les magistrats locaux, mais remaniera complètement les parquets. Avec le décret du 12 juin 1860, les lois pénales et d'instruction criminelle françaises deviennent applicables en Savoie. Avant l'annexion, la haute juridiction comportait trois chambres :
- Une chambre civile
- Une chambre d'appel de la police correctionnelle
- Une chambre des mises en accusation

Les deux premières chambres fusionneront et pour un temps, il n'existera qu'une seule chambre. Les tribunaux de première instance siègent à Chambéry, Albertville, Moûtiers et Saint-Jean-de-Maurienne avec un juge par canton. Ces changements seront mal vus par le barreau et les magistrats en place, qui se ligueront contre les nouvelles institutions françaises.
La Cour d'appel de Chambéry est maintenue et est alors la seule en France en plus du Conseil d'État[pas clair].

#### La nouvelle vie économique

##### L'industrie
L'industrie lourde est presque inexistante avant l'annexion de 1860. La Savoie possède une industrie que toute province montagnarde possède, c'est-à-dire un développement de grande industrie difficile, mais une évolution plutôt axée vers une activité locale. Néanmoins quelques zones d'exploitation minière employant une vingtaine d'ouvriers, existent à Saint-Georges-des-Hurtières en Maurienne, à Randens, Argentine, et Peisey-Macôt, vendent pratiquement toutes les productions au Piémont. Par décret du 30 novembre 1863, l'école d'horlogerie de Cluses devient une école d'état. Les machines agricoles et le fil de fer de Sallanches connaitront une certaine réputation. Les installations industrielles dans la province de Faucigny, mues par la force hydraulique traditionnelle, sont répertoriées dans une enquête du  député Charles-Marie-Joseph Despine (1792-1856) avant sa mort, recensées et exploitées en 1860 : 162 scieries, 39 martinets et forges, 11 clouteries, etc. mais les filatures de laines ne sont pas comptabilisées.
À Modane, Saint-Michel-de-Maurienne ou de Bozel, l'exploitation de l'anthracite permet de tirer plus de 6 000 tonnes de minerai en 1861. Les villes de Chambéry, Annecy et Aix-les-Bains, utilisent le lignite comme source d'énergie, et plus de 2 300 entreprises utilisent l'énergie hydraulique, le plus souvent privée. Certaines industries artisanales disparaissent, comme les 67 ateliers de clouterie des Bauges qui emploient 380 personnes, avec une exportation de 140 tonnes de clous ; elles ne seront plus que 18 entreprises locales et une centaine d'employés sept ans plus tard.

##### L'agriculture
L'isolement et le manque de capitaux retardent l'essor de l'agriculture en Savoie, malgré l'organisation de concours locaux soutenus par les journaux Le Savoyard ou Le Propagateur. Peu à peu les échanges s'organisent avec le marché français, où les vaches tarines se feront connaitre avec succès à l'exposition de Lyon, en 1861, et au concours de Moulins, en 1862.
L'appellation de race tarine, proposée au concours de Moûtiers en 1863, sera reconnue officiellement en 1864. Cette reconnaissance développera la vente de ce cheptel, qui sera exploité pour sa résistance et sa bonne production de lait. Les techniques nouvelles détrôneront progressivement les mulets de Faucigny et les petites exploitations de moins de 5 ha. La sauvegarde des Eaux et Forêts de Chambéry et d'Annecy existe depuis janvier 1861, avec l'apparition de fonctionnaires « garde forestier ». L'exploitation de la vigne sur de petites superficies hétéroclites est de faible rendement, avec des vignobles de grands crus comme la « Roussette », la « Mondeuse », ou le « Persan ».

#### Les transports
Lancé sous le royaume piémontais en 1857 par le roi Victor-Emmanuel II de Savoie lui-même, le chantier du tunnel ferroviaire du Mont-Cenis se termine en 1871 , au début de la Troisième République. Il s'agit d'un maillon essentiel au transport de marchandises et de passagers entre l'Italie et la France (y compris avec des trains transportant les automobiles). Avec le col du Mont-Cenis, ce sera le passage obligé entre Savoie et Italie, jusqu'en 1982 et l'ouverture du tunnel routier du Fréjus.
D'autres tronçons ferroviaires relieront Grenoble à Montmélian en août 1864 et Aix-les-Bains à Annecy en juillet 1866.

### Les archives

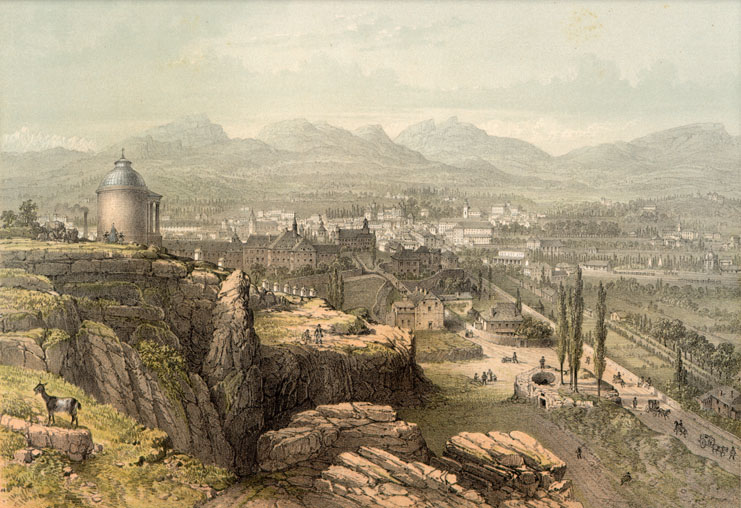
Une des lithographies représentant la ville de Chambéry, commandée par l'empereur Napoléon III.

Lors de l'annexion de 1860, le gouvernement sarde fait transporter à Turin les titres féodaux, les registres domaniaux et les inventaires ecclésiastiques, entreposés au château de Chambéry. Ces documents, revendiqués par le gouvernement français, seront restitués par l'Italie en 1950. Ces archives de l'ancien duché de Savoie sont actuellement conservées aux archives départementales de la Savoie et la Haute-Savoie.
Une trentaine de lithographies en couleur, représentant des paysages et villes de Savoie, sont commandées par Napoléon III pour montrer à la bourgeoisie parisienne les provinces nouvellement rattachées à la France.

## Les célébrations

### Premier anniversaire

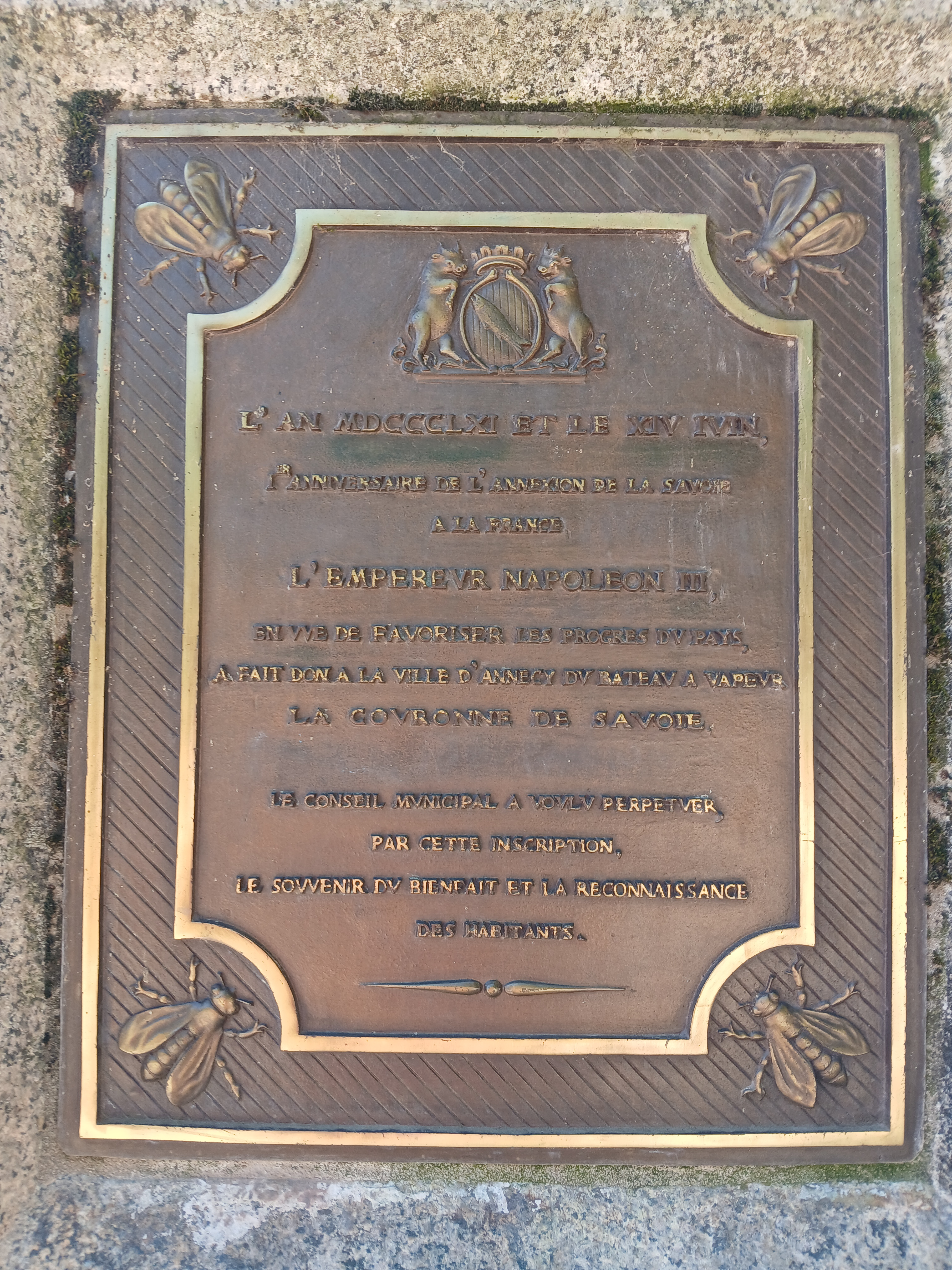
Plaque commémorative à Annecy

Le 14 juin 1861 Napoleon III fait cadeau à la ville de Annecy du bateau à vapeur la Couronne de Savoie, "en vue de favoriser les progrès du pays", selon la plaque posée sur le quai de la ville.

### Le cinquantenaire de 1910

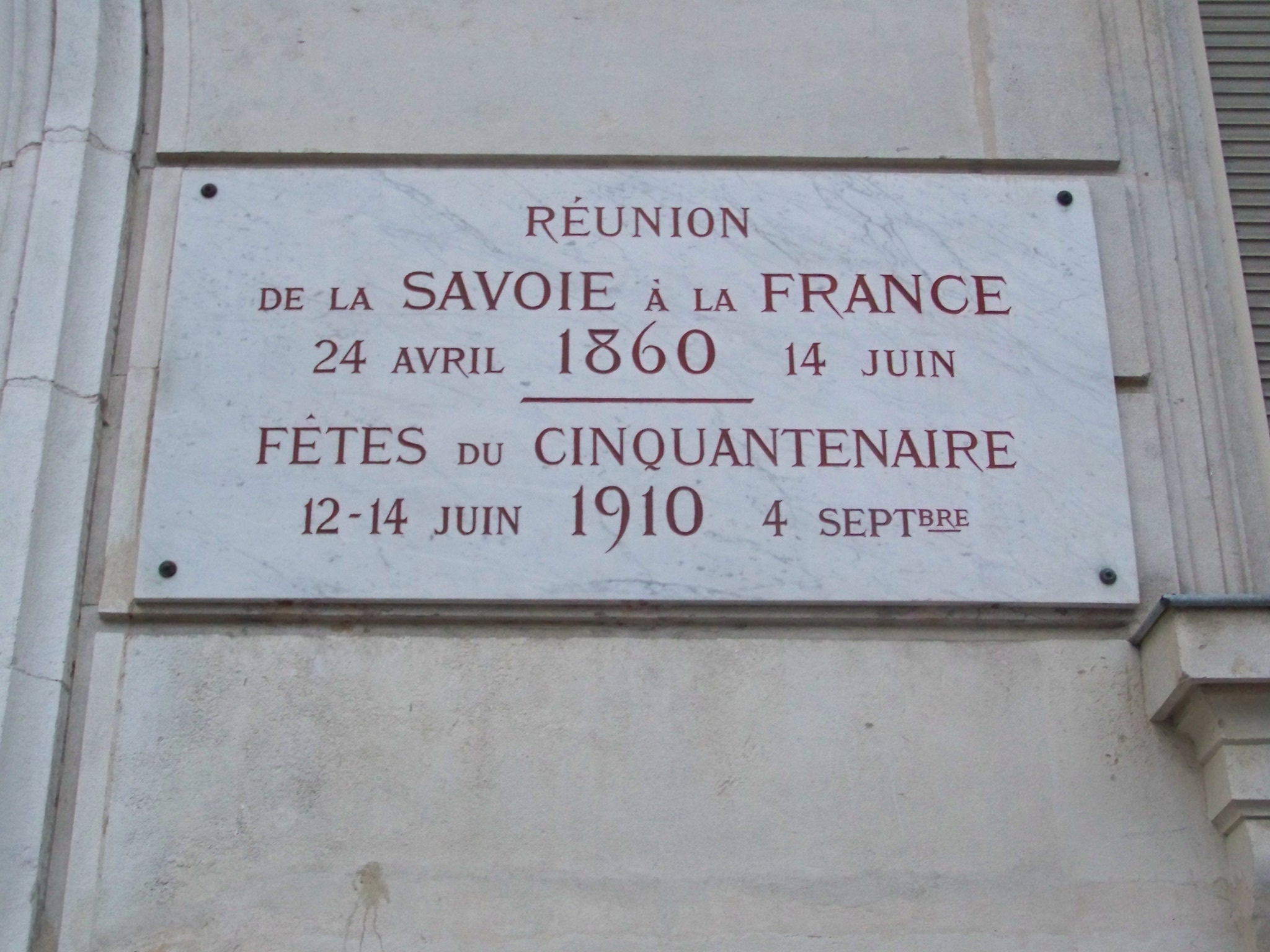
Plaque commémorative de l'annexion de la Savoie célébrant le, posée sur la façade de l'hôtel de ville de Chambéry.

Le cinquantenaire de l'Annexion de la Savoie est l'occasion de célébrations en Savoie,.
En mars, une délégation de maires savoyards est reçue à l'Élysée à l'invitation du président de la République française, Armand Fallières. Le 3 septembre, celui-ci se déplace en Savoie en compagnie du ministre de l'Instruction Gaston Doumergue et du général Brun, ministre de la Guerre. Ils sont accueillis à Chambéry par Antoine Perrier, vice-président du Sénat et président du conseil général de la Savoie, et le maire de la ville, le docteur Ernest Veyrat. Le 4 septembre 1910, le président visite la ville d'Aix-les-Bains et emprunte le train à crémaillère du Mont-Revard. Il se rendra également jusqu'à Chamonix pour voir le Mont Blanc.
À Paris, c'est le 3 avril, que la Société philanthropique savoisienne et l'Union des Allobroges organisent une fête sur le parvis du Trocadéro, réunissant 6 000 personnes.

### Le centenaire de 1960
En 1960, le centenaire de l'Annexion fait l'objet de commémorations en Savoie et à Paris. À cette occasion, on observe un glissement sémantique dans la mesure où l'événement devient non plus l'Annexion mais le Rattachement.
Les deux départements savoyards mettent en place un Comité d'organisation des fêtes du Centenaire du Rattachement de la Savoie à la France, constitué de personnalités locales pour l'organisation des commémorations officielles avec pour président d'honneur, l'ancien ministre Antoine Borrel et le président, Louis Martel, ancien député et ancien président du conseil général de la Haute-Savoie.
Les célébrations sont l'objet de nombreuses manifestations officielles ou non dans les deux départements,,,. À l'occasion de Noël 1959, un arbre de Noël est offert à la mairie de Paris.
Cependant, les événements les plus marquants restent ceux célébrant les temps forts de cette annexion de 1860. Tout d'abord, le 24 mars 1960, date anniversaire de la signature du traité de Turin, les cloches des églises de Savoie commémorent l'événement en sonnant à midi. Le lendemain, deux timbres commémoratifs sont émis. Du 26 au 28 mars, les maires savoyards se rendent à Paris, où ils sont reçus par le Premier ministre Michel Debré. Du 8 au 12 avril, le 85e congrès national des sociétés savantes se déroule à Chambéry et à Annecy. Ce 12 avril, le château d'Annecy, rénové, accueille les membres des sociétés savantes savoyardes. Pour la célébration du « plébiscite », les 22 et 23 avril, plusieurs fêtes sont organisées et les cloches des paroisses savoyardes sonnent de nouveau. Le 29 avril, date de publication des résultats du plébiscite, les journaux locaux publient des reproductions des résultats. Une audience solennelle a lieu, en présence du ministre de la Justice, Edmond Michelet. À Chambéry, se déroule une lecture de l'arrêt du 29 avril 1860.
Pour la ratification du traité, le 12 juin, le dimanche est décrété « fête nationale » par les autorités et les cloches sonnent à nouveau. Une plaque commémorative est apposée sur la mairie de Chambéry. Le 26 juin, les rues de Chambéry accueillent un défilé historique, avec 500 figurants, dédié à Béatrice de Savoie. Durant l'été qui suit, de nombreuses fêtes populaires reprennent le thème du centenaire, associées parfois à des illuminations comme celle du 1er juillet de la croix du Nivolet.
Enfin, du 8 au 10 octobre, la visite en Savoie du général de Gaulle, président de la République française, clôture les célébrations.
La région économique Alpes, formée depuis 1956 des deux départements savoyards et de l'Isère, est intégrée à la région Rhône-Alpes.

### Le cent-cinquantenaire de 2010
Pour le cent-cinquantenaire de l'Annexion, les collectivités locales de Savoie et de Haute-Savoie organisent avec les sociétés savantes et les associations de très nombreuses conférences d'histoire et colloques universitaires, expositions et autres événements, avec un souci d'ouvrir les festivités au plus large public des deux départements. Un site Internet commémoratif commun aux deux départements est même spécialement mis en place.
Des événements comme le carnaval, la Foire de Savoie, la fête de la Saint-Vincent, le festival des métiers de la montagne ou le  festival de Bel-Air ont eu pour thème l'Annexion. L'Orchestre des Pays de Savoie se produit dans une série de concerts sur le territoire.
Le 8 mars, la réunion de l'Assemblée des Pays de Savoie (APS) se déroule en présence du président du Sénat, Gérard Larcher, et de celui de l'Assemblée nationale, Bernard Accoyer, qui est maire d'Annecy-le-Vieux.
Le 29 mars, La Poste émet un timbre commémoratif du « Rattachement de la Savoie à la France - Traité de Turin 1860 ».
Le 21 avril, le président de la République, Nicolas Sarkozy, participe à la célébration du plébiscite à Chambéry.
Le 12 juin, toutes les cloches des églises des Pays de Savoie sonnent à midi pour célébrer la réunion à la France du 12 juin 1860.
Le 14 juillet, jour de la fête nationale française, la 10e étape du Tour de France prend son départ de la capitale savoyarde.
Au cours de cette année de célébration, le 6 juin 2010, le député Yves Nicolin pose une question concernant « les risques juridiques, politiques et institutionnels majeurs qu'entraîne[rait] le traité d'annexion de la Savoie » : « le traité d'annexion de la Savoie du 24 mars 1860 a été ou non enregistré auprès du secrétariat général de l'ONU et, si cela n'est pas le cas, quelles mesures sont prises par le Gouvernement pour traiter les problèmes subséquents au plan juridique interne ? ». Le ministère des Affaires étrangères et européennes répond quelques jours plus tard (le 15) : « Le ministère des affaires étrangères et européennes confirme que ce traité est toujours en vigueur. S'il est exact que le traité de Turin du 26 mars 1860 doit être enregistré au secrétariat de l'Organisation des Nations unies en vertu de l'article 44 du traité de Paris du 10 février 1947, l'absence d'un tel enregistrement n'a aucune incidence sur l'existence ou la validité de ce traité. » Cette réponse est à l'opposé de l'argumentation développée par Jean de Pingon, fondateur de la Ligue savoisienne, puis reprise par Fabrice Bonnard,,,.

## L'annexion dans le discours nationaliste
À la suite du Centenaire, il semble que quelques Savoyards aient été déçus de la portée des festivités. Une partie des maires montés à Paris pensaient être reçus par le Président de la République, le général de Gaulle, mais il n'en fut rien. Il fait cependant une visite de Chambéry en octobre 1960. Quelques années après, en 1965, le Club des Savoyards de Savoie, premier mouvement identitaire et régionaliste d'importance en Savoie, se constitue. Cette dynamique identitaire trouve son apogée à l’occasion de la discussion de la création de nouvelles collectivités en 1972, avec la création du Mouvement Région Savoie et le débat sur une région savoyarde, peut-être la conséquence de cette déception de quelques individus. On peut aussi tout simplement voir dans cette réactivation identitaire le simple fait que ces festivités ont rendu fiers les Savoyards, trouvant ici l'occasion de réaffirmer un particularisme au sein de la France.
Plus récemment, en 1995, la Ligue savoisienne prend un essor dans la contestation du traité de Turin de 1860, remettant en cause l'Annexion. Ce mouvement est qualifié parfois de désannexionniste.
En octobre 2020, une manifestation a visé à prétendre que le traité de 1860 n'est plus valable depuis 1940.